# 維德角國家奧林匹克委員會
佛得角國家奧林匹克委員會（Cape Verde National Olympic Committee）是佛得角的國家奧林匹克委員會。該組織成立於1989年，是國際奧委會和非洲國家奧林匹克委員會聯合會的成員。1996年，首次派員參加在美國阿特蘭大舉辦的夏季奧運會。
現時，佛得角國家奧林匹克委員會的總部設在培亞，主席是Mrs Filomena Fortes。

## 資料來源
1. ↑  .   [2014-03-29]. （原始内容存档于2009-02-20）.